# نسیم لیس
نسیم لیِس (فرانسوی: Nassim Lyes‎؛ ‏ زادهٔ ۳ ژوئن ۱۹۸۸) بازیگر الجزایری‌تبار اهل فرانسه است.
از فیلم‌ها یا مجموعه‌های تلویزیونی که وی در آن‌ها نقش داشته است، می‌توان به مادام‌العمر، خارجی، جاسوس، مارسی، پرندگان بهشت، آخرین مزدور و ساخت فرانسه اشاره نمود.